# ECMAScript for XML
ECMAScript for XML（E4X）は、ECMAScript（ActionScript、DMDScript、JavaScript、JScript を含む）にネイティブのXMLサポートを追加するプログラミング言語拡張である。その目的は、DOMインタフェースの代替として、単純な構文でXML文書にアクセスできるインタフェースを提供することである。E4Xがリリースされるまで、XMLへのアクセスには常にオブジェクトレベルが関与していた。E4XではXMLを文字や整数と同様のプリミティブ型として扱う。そのため、アクセスが高速化され、サポートが容易になり、プログラムの構成要素（データ構造）としても扱いやすくなる。
E4XはEcmaインターナショナルがECMA-357 (PDF) として標準化した。初版は2004年6月に公表され、第2版が2005年12月に公表された。
E4Xは、2014年にMozilla Foundationによって非推奨とされている。

## 例
```
var sales = <sales vendor="John">
    <item type="peas" price="4" quantity="6"/>
    <item type="carrot" price="3" quantity="10"/>
    <item type="chips" price="5" quantity="3"/>
  </sales>;

 

alert( sales.item.(@type == "carrot").@quantity );
alert( sales.@vendor );
for each( var price in sales..@price ) {
  alert( price );
}
```

## 実装
最初の実装は Terry Lucas と John Schneider が設計したもので、2002年2月にリリースされたBEAシステムズの Weblogic Workshop 7.0 に含まれていた。BEAの実装は Rhino に基づくもので、E4X の標準化が完了する以前にリリースされている。リリース時、John Schneider は BEA の XML 拡張について記事を書いた。E4X言語以前のリファレンス文書が現在も公開されている。
E4Xは、SpiderMonkey（GeckoのJavaScriptエンジン）や Rhino（同じくMozilla用にJavaで書かれたJavaScriptエンジン）で実装されている。
Mozilla Firefox は Gecko ベースなので、E4X を使ったスクリプトを実行可能であった（バージョン1.5以降）が、Firefox 17から段階的に無効化され、同21で削除される予定である。なお、Firefox 1.5 で正しくスクリプトを実行するには、スクリプトの type 属性の最後に "; e4x=1" を追加する必要がある（例えば、<script type="application/javascript; e4x=1">）。
アドビの ActionScript 3 でも E4X を完全サポートしている。これが公式にリリースされたのは、2006年の Adobe Flex 2.0 と Flash Player 9 の一部としてである。他に、Flash CS3、Adobe AIR、Adobe Acrobat/Reader（8.0以降）でもサポートされている。
Aptanaの Jaxer Ajax アプリケーションサーバは、Mozilla のエンジンをサーバ側で使っているため、E4X に対応している。
コンテンツ管理システム (CMS) の Alfresco Community Edition 2.9B でも E4X をサポートしている。

## 批判
多くのE4X実装は、DOMノードとE4Xモデルの間で、インポート/エクスポートする手段を提供していない。

## 競合規格

### JSON
JSONは XML の代替となる可能性がある。JSON は XML に似たオブジェクト指向のデータ記述言語である。JSON は  ECMA-404 として ECMAインタナショナル により標準化されており、JavaScript からは、 JSON オブジェクトのメソッドにより操作する。
上掲の例を JSON を使った場合、次のようになる。
```
const
 
json
 
=
 
`{

  "vendor": "John",

  "items": [

    { "type": "peas",   "price": 4, "quantity":  6 },

    { "type": "carrot", "price": 3, "quantity": 10 },

    { "type": "chips",  "price": 5, "quantity":  3 }

  ]

}`
;

const
 
sales
 
=
 
JSON
.
parse
(
json
);

alert
(
sales
.
items
.
find
(
item
 
=>
 
item
.
type
 
===
 
"carrot"
).
quantity
);

alert
(
sales
.
vendor
);

sales
.
items
.
forEach
(
item
 
=>
 
alert
(
item
.
price
));

```

### DOMParser
JavaScript には、XML や HTML の文字列から DOM の Document クラスを生成する DOMParser インターフェイスが用意されている。
E4X の例を DOMParser インターフェイスを使った場合、次のようになる。
```
const
 
xml
 
=
 
`<sales vendor="John">

    <item type="peas" price="4" quantity="6"/>

    <item type="carrot" price="3" quantity="10"/>

    <item type="chips" price="5" quantity="3"/>

</sales>`
;

const
 
parser
 
=
 
new
 
DOMParser
();

const
 
sales
 
=
 
parser
.
parseFromString
(
xml
,
 
'text/xml'
);

const
 
items
 
=
 
Array
.
from
(
sales
.
getElementsByTagName
(
"item"
));

alert
(
items
.
find
(
item
 
=>
 
item
.
getAttribute
(
"type"
)
 
===
 
"carrot"
).
getAttribute
(
"quantity"
));

alert
(
sales
.
getElementsByTagName
(
"sales"
).
item
(
0
).
getAttribute
(
"vendor"
));

items
.
forEach
(
item
 
=>
 
alert
(
item
.
getAttribute
(
"price"
)))

```